# 大湊湾
大湊湾（おおみなとわん）は陸奥湾の内湾であり、陸奥湾の北東部下北半島に位置する。

## 概要
大湊湾のおおよその範囲は、むつ市の城ヶ沢（じょうがさわ）、大湊、大平（おおだいら）、田名部（たなぶ）、奥内（おくない）、近川に囲まれたところである。
大湊湾は砂嘴によって内部に芦崎湾を形成している。
大湊湾には、下北丘陵に端を発する田名部川、新田名部川、釜臥山周辺に端を発する荒川、小荒川などの河川がそそぐ。田名部川河口には大平港、大湊湾の内湾である芦崎湾には海上自衛隊大湊地方隊の港がある。
大湊湾は波がおだやかで船が航行しやすいことから、古くより安渡（あんど）あるいは安渡湾（あんどわん）とよばれ、その湊を安渡の湊といった。
湾内ではホタテの養殖が行われ、ナマコ、ホヤ、トゲクリガニ、ヒラメの漁場となっている。